# تاريخ هندسة المناظر الطبيعية
تعد مناقشة تاريخ هندسة المناظر الطبيعية مسعى معقدًا حيث أنها تشترك في الكثير من تاريخها مع تاريخ البستنة والهندسة المعمارية، والتي تغطي كامل وجود الإنسان، ومع ذلك، لم يكن مصطلح «هندسة المناظر الطبيعية» أو حتى «مهندس المناظر الطبيعية» قيد الاستخدام إلا في تاريخ حديث نسبيًا.

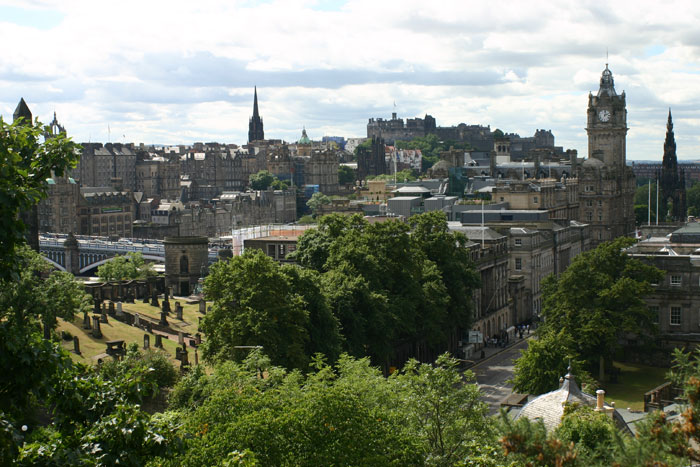
وسط إدنبرة المعروف لجيلبرت لينج ميسون، هو مثال جيد على نهج المناظر الطبيعية والتكوين المعماري الذي تم تطويره خلال فترة التنوير الاسكتلندي. البرج الدائري (في الوسط الأيسر) هو قبر ديفيد هيوم الذي صممه روبرت آدم

## تاريخ مبكر
في الفترة التي سبقت عام 1800 كان تاريخ هندسة المناظر الطبيعية والبستنة بشكل رسمي إلى حد كبير تاريخ التخطيط الرئيسي وتصميم الحدائق للمنازل والقصور والممتلكات الملكية والمجمعات الدينية والمراكز الحكومية، ومن الأمثلة على ذلك العمل المكثف الذي قام به أندر لي نورت للملك الفرنسي لويس الرابع عشر في قصر فرساي، وكان جوزيف أديسون أول شخص كتب عن «صنع» منظر طبيعي في سلسلة من المقالات بعنوان «في ملذات الخيال» عام 1712، بينما استخدم جيلبرت لينغ ميسون مصطلح هندسة المناظر الطبيعية لأول مرة في كتابه عن هندسة المناظر الطبيعية للرسامين العظماء في إيطاليا 1828، ولكنه ولد في اسكتلندا ولم تتح له الفرصة لزيارة إيطاليا، فأعجب بالعلاقة بين الهندسة المعمارية والمناظر الطبيعية في لوحات المناظر الطبيعية العظيمة واستند إلى كتب فيتروفيوس العشرة حول العمارة لإيجاد المبادئ والعلاقة بين الشكل المبني والشكل الطبيعي.

## السنوات الأولى
أدى ذلك إلى اعتمادها من قبل فريدريك لو أولمستيد وكالفيرت فوحيث أعطى أولمستيد ورجل يدعى جورج أوسكار ميلًا مختلفًا لمعنى"هندسة المناظر الطبيعية''، باستخدام المصطلح لوصف المهمة المهنية الكاملة لتصميم تركيبة الزراعة والتشكيلات الأرضية والمياه والرصف وغيرها من الهياكل، ثم اعتمد أولمستيد وفوكس في عام 1863 مهندس المناظر الطبيعية باعتباره عنوانًا احترافيًا واستخدموه لوصف عملهم في تخطيط أنظمة الحدائق الحضارية، حظي مشروع أولمستيد لقلادة الزمرد في بوسطن بإعجاب كبير وأدى إلى استخدام مهندس المناظر الطبيعية كعنوان احترافي في أوروبا، في البداية من قبل باتريك جيديس وتوماس موسونو فريدريك لو أولمستيد وبياتريكس فاراند مع ثمانية ممارسين بارزين آخرين.

## العصر الحديث
أصبحت هندسة المناظر الطبيعية منذ ذلك الحين مهنة عالمية، تم تقديمها للاعتراف بها من قبل منظمة العمل الدولية وتم تمثيلها على مستوى العالم من قبل الاتحاد الدولي لمهندسي المناظر الطبيعية، كان غاريت إيكبو ودان كيلي من المهندسين المعماريين البارزين في مجال المناظر الطبيعية في منتصف القرن العشرين، ويتم تمثيل عملهم من خلال تحول بعيدًا عما يمكن تسميته بجمالية الحديقة البرية لمهندسي المناظر الطبيعية الأقدم المتأثرين بالطبيعية الرومانسية، ونحو جمالية أكثر استقامة واستقامة، درس كلاهما تحت إشراف وارن مانينغ في جامعة هارفارد، الذي درس بدوره تحت فريدريك لو أولمستيد.
قام العديد من مهندسي المناظر الطبيعية الممارسين في الثمانينيات والتسعينيات بنقل الانضباط إلى ما وراء جذوره في الحداثة العالية، ومن هؤلاء مارثا شوارتز وبيتر ووكر ومايكل فان فالكنبرج، ابتداءً من منتصف التسعينيات حدث تحول جديد في الانضباط نحو ما كان يُطلق عليه اسم العمران الطبيعي وهو مصطلح يحاول دمج التصميم الحضري وتصميم البنية التحتية والمناظر الطبيعية.

### المنشورات
تم نشر ثلاثة كتب رائعة لمهنة هندسة المناظر الطبيعية في السبعينيات، كتب نورمان تي نيوتن أول تاريخ شامل لهندسة المناظر الطبيعية، يختلف عن تاريخ البستنة بعنوان «ديزاين اون ذا لاند» تطوير هندسة المناظر الطبيعية بحيث يحتوي الكتاب على 42 فصلاً. الفصول الثلاثة الأولى عن العصور القديمة، والعصور الوسطى، وعالم الإسلام، بينما الفصول الثلاثة الأخيرة عن أنظمة الفضاء المفتوح الحضاري، والاختلافات في الممارسة المهنية، والحفاظ على الموارد الطبيعية، وهذا يعكس تطور هندسة المناظر الطبيعية من التركيز على الحدائق الخاصة في العالم القديم إلى التركيز على تخطيط وتصميم المساحات العامة المفتوحة في العالم الحديث، نظرًا لأن الملوك كانوا مسؤولين عن توفير المنافع العامة (الري والشوارع وأسوار المدينة والمتنزهات وغيرها من السلع البيئية) لم يكن التمييز بين العام والخاص هو نفسه في العالم القديم كما هو الحال في العالم الحديث.

## الفنون الجميلة والتمثيل ذات الصلة
تم دمج الفنون الجميلة وهندسة المناظر الطبيعية في أساليب المهنيين المتميزين، بما في ذلك المناظر الطبيعية والمصممة والحدائق العامة والخاصة: يشمل أيضًا العنصر المهني الحاسم للتمثيل الفني والتقني، والذي كان دائمًا مسؤولاً عن التصور والتواصل - المفاهيم الإبداعية والأفكار والتصميمات، والخيارات، والنظريات الظاهرة، والمبادئ الجمالية الإرشادية بين مهندس المناظر الطبيعية والعملاء والبناة والأطراف المهتمة.

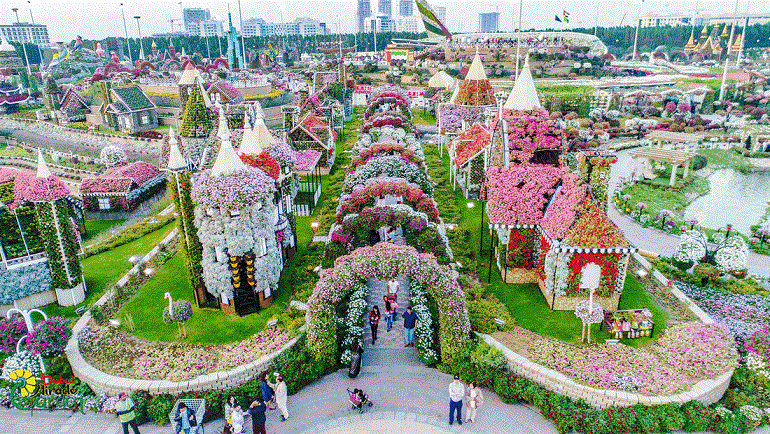
حديقة الزهور في دبي من أجمل الحدائق في العالم، ومن ابرز الاماكن السياحية في دبي لما فيها من هندسة المناظر الطبيعية

لم يتغيرالا عدد قليل من الوسائط والأساليب، بينما تطور معظمها عبر القرون لتعكس الأساليب الفنية الجديدة ومستلزمات الرسوم، وتعد وسائط الفنون الجميلة الخالدة تقريبًا من رسم الفحم وال
طلاء الزيتي والألوان المائية والرسم بالقلم والحبر والنحت والحفر. وانضم إليهم: التصوير الفوتوغرافي للأفلام للمطبوعات والشرائح والأفلام؛ صور مجمعة وطبقات مبنية، صنع النماذج، وغيرها من التقنيات. منذ أواخر القرن العشرين تم إدخال أجهزة الكمبيوتر، واستخدامات تنسيق عديدة للمسح الضوئي والطباعة، ومجموعة واسعة من الخيارات مع التكنولوجيا الرقمية للرسم والصور ومقاطع فيديو، وقد أحدث الوصول غير المحدود للإنترنت ثورة في كيفية الاستكشاف والتفاعل لمشاركة الهدف الإبداعي، سهلت هذه أيضًا التواصل الفعال بشكل تعاوني داخل فريق المشروع والعملاء والناس المشاركين في العالم.